# Emil F. Tuchmann
Emil Ferdinand Tuchmann (geboren 1885; gestorben 1963) war ein deutscher Arzt, Bibliophiler und Lektor.

## Leben und Wirken
Tuchmann, im Hauptberuf Arzt, gehörte in Berlin zum Freundeskreis Salomo Friedlaenders, war Sekretär der Gesellschaft der Bibliophilen und wurde Vorsitzender einer 1928 gegründeten „Panizza-Gesellschaft“. Außerdem war er Mitbegründer bzw. Mitglied weiterer literarischer und bibliophiler Gesellschaften wie dem Fontane-Abend (ab 1927), von 1923 bis 1933 in der Maximilian-Gesellschaft und noch Ende 1932 der Bibliophilen Freunde (B.F.). 1930 trat eine Publikationskommission des Berliner Bibliophilen-Abends zusammen, gebildet von Tuchmann, Dr. Abraham Horodisch und Dr. Karl Schönberg, die eine Reihe von Buchveröffentlichungen vorbereitete. 1930–31 erschienen u. a. Werke von Gerhard Lüdtke (Verleger), Armin Renker (Über das Papier), Fritz Schroeder Über das Bilddruck-Verfahren) und Eduard W. Tieffenbach (Über den Satz im Schönen Buch).
Mit Kurt Lubasch  veröffentlichte Tuchmann 1931 die Anthologie Berliner Gedichte, mit Lyrik u. a. von Johannes R. Becher, Lion Feuchtwanger, Iwan Goll, Max Herrmann-Neisse, Georg Heym, Erich Kästner, Klabund, Franz Mehring, Joachim Ringelnatz, René Schickele und Kurt Tucholsky. Ferner schrieb er Beiträge zu Herbert Reichners Philobiblon, die Deutsch-Französische Rundschau und die Zeitschrift für Bücherfreunde („Vom Kubin-Archiv“, 1932). Als Jude sah er sich nach der Machtergreifung der Nationalsozialisten zur Emigration gezwungen; er ging nach Frankreich und arbeitete als Lektor im Verlag Flammarion. Später zog er in die Vereinigten Staaten, kehrte als Militärarzt nach Frankreich zurück und lebte ab 1951 wieder in Paris.

## Publikationen (Auswahl)
- Kurt Lubasch und Emil F. Tuchmann (Hrsg.): Berliner Gedichte. Berlin: Rütten & Loening, 1987. Mit einem Nachtrag von Wulf Kirsten.  Unveränderte Neuauflage der 1931 für den Berliner Bibliophilen-Abend am 10. März gedruckte Anthologie, erschienen Berlin, Preuss, 1931.
- Karl Schönberg und Emil F. Tuchmann (Hrsg.): Der Dichter und das Buch. Berlin, Selbstverlag, 1930. Anthologie zum Fest des fünfundzwanzigstens Bestehens des Berliner Bibliophilen-Abends. Mit einer Original-Lithographie von Alfred Kubin und Lyrik von Oskar Panizza über Karl Kraus bis Jakob Haringer
- Dem Zauberer Kuttel Daddeldu. Fünfundzwanzig Gedichte an Joachim Ringelnatz. Dargereicht und angesagt von Herbert Günther. Verlag: Günther Rossipaul, Stammheim/Calw, 1968. Mit Gedichten u. a. von Munkepunke, Max Herrmann-Neisse, Emil Tuchmann, Hans Weigel u. a.